# Laetacara araguaiae
Laetacara araguaiae är en fiskart som beskrevs av Ottoni och Costa 2009. Laetacara araguaiae ingår i släktet Laetacara och familjen Cichlidae. Inga underarter finns listade i Catalogue of Life.